# FNAF World
FNAF World est un jeu vidéo de rôle développé par Scott Cawthon. Il s'agit d'un opus dérivé de la série Five Nights at Freddy's. Il est annoncé en septembre 2015 par le nouveau design d'un des animatroniques. Malgré son appartenance à la série, FNAF World ne permet pas de découvrir l'histoire de la saga Five Nights at Freddy's.
Initialement sorti le 21 janvier 2016 sur Windows via Steam, le jeu est retiré le 25 janvier 2016 pour être amélioré, son créateur n'étant pas satisfait du retour critique sur le jeu. Il est finalement proposé gratuitement le 8 février 2016.

## Système du jeu
Le jeu se présente sous la forme d'un RPG en temps réel dans lequel le joueur doit choisir les attaques que vont lancer les animatroniques. 
Chaque animatronique possède un set d'attaque composé de 4 attaques différentes. Ces attaques peuvent être présentes pour plusieurs personnages différents mais leur set restent uniques pour chaque animatroniques. (Bien que certaines attaques soient exclusives à certains personnages). Les attaques ont différents effets comme un boost d'attaque, de défense ou de vitesse, du soin, des actions offensive ou des altération de statuts.
Le joueur pourra aussi être aidé de créatures permettant d'augmenter certaines stats, de soigner le joueur ou d'avoir une chance de tuer instantanément un ennemi. Le joueur pourra aussi acheter des endoskeletons améliorant la défense de tous les animatroniques. (Les endosquelettes sont le squelette des animatroniques dans la série originale. C'est d'ailleurs avec ceux-ci que les animatroniques nous confondait dans Five nights at Freddy's premier et deuxième du nom)
Ces objets pourront être acheté avec des Faz Tokens. Les Faz tokens sont la monnaie du jeu et s'obtiennent en trouvant des coffres sur la carte, en finissant des combats ou en jouent au jeu de pêche de Dee Dee. Il peuvent être échangé à Lolbit pour acheter des compagnons ayants divers effets et à un endoskeleton pour avoir plus de résistance.

## Développement
Le jeu est annoncé en septembre 2015. Le 30 octobre 2015, Scott Cawthon publie sur sa chaîne une bande-annonce montrant des séquences de jeu, ainsi que la liste des personnages jouables. Initialement prévu pour le 19 février 2016 sur PC, le jeu est sorti le 21 janvier 2016 sur Steam. Insatisfait des retours concernant son jeu, Scott Cawthon décide de demander le retrait du jeu sur Steam afin de pouvoir le peaufiner et le distribuer plus tard gratuitement via GameJolt. Le jeu est alors disponible à partir du 8 février 2016.